# Mesagrós (ort i Grekland, Attika)
Mesagrós (Mesagros) är en ort i Grekland.   Den ligger i prefekturen Nomós Piraiós och regionen Attika, i den sydöstra delen av landet, 30 km sydväst om huvudstaden Aten. Mesagrós ligger 57 meter över havet och antalet invånare är 575. Den ligger på ön Egina.
Terrängen runt Mesagrós är kuperad åt sydväst, men åt nordost är den platt. Havet är nära Mesagrós åt nordost.  Närmaste större samhälle är Aegina, 7,9 km väster om Mesagrós. 